# Nelleke van der Krogt

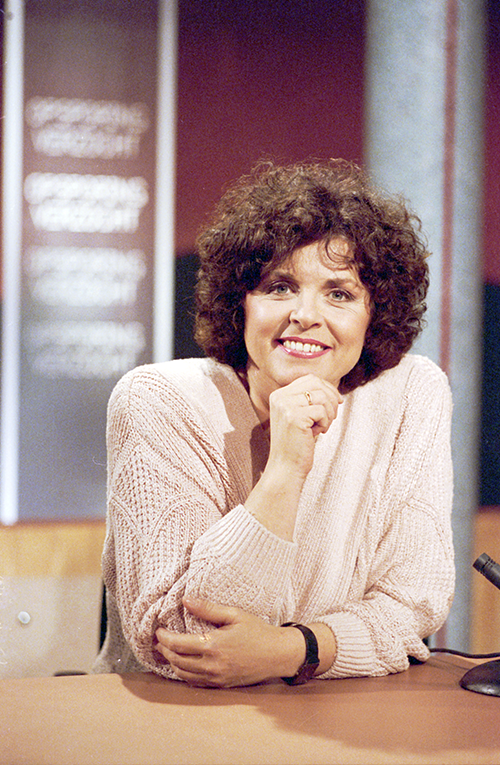
Nelleke van der Krogt in Opsporing Verzocht.

Pieternella Cornelia (Nelleke) van der Krogt-van der Schraaf (Middelburg, 29 januari 1948) is een Nederlandse voormalige presentatrice bij de AVRO en na de fusie met de TROS van de AVROTROS.

## Levensloop
Van der Krogt groeide op in Kloetinge. Zij volgde een opleiding aan het conservatorium en begon als zangeres. Vanaf eind jaren 1970 deed ze werk voor verscheidene televisieprogramma's als regisseur, samensteller, programmamaker, eindredacteur en omstreeks 1980 als televisie-omroeper.
In 1989 en 1990 presenteerde ze samen met Wilbert Gieske het middagmagazine Belfleur. Het programma was de opvolger van het programma Fleur met Mireille Bekooij, maar die naam mocht niet meer gebruikt worden, omdat het tijdschrift Flair daar bezwaren tegen had.
Ruim elf jaar lang, tot 17 december 2001, was Van der Krogt presentatrice van het AVRO-misdaadprogramma Opsporing Verzocht. Hierna was ze een tijdje panellid van het NCRV-programma Zo Vader, Zo Zoon, onder leiding van Paul de Leeuw.
Sinds 2002 was ze presentatrice van het programma Tussen Kunst & Kitsch, waarin (kunst-)voorwerpen op waarde werden geschat. Ook stelde ze het programma samen. Op 8 december 2014 was ze voor het laatst aanwezig bij de tv-opnamen van Tussen Kunst en Kitsch. In mei 2015 was ze voor het laatst als presentatrice van dit programma te zien. Frits Sissing volgde haar op.
In 2004 en 2005 presenteerde ze het nostalgische tv-programma Daar blijf je voor thuis. 
In 2007 deed Van der Krogt mee aan het SBS6-programma So You Wanna Be a Popstar. In hetzelfde jaar nam zij samen met Frits Sissing de presentatie van het Gouden Televizier-Ring Gala op zich.
In 2011 werd van haar een boekje uitgebracht: Duvelsjong, Verhalen uit een Zeeuwse jeugd als deel 17 van de reeks: Week van het Zeeuwse boek. Ze beschreef hierin haar jeugd. Haar oma was streng gelovig, maar haar vader en moeder waren dat niet. Bijgevolg werd de jonge Nelleke door haar omgeving als een duivelsjong afgeschilderd. Ze werd door haar moeder geslagen. Beide ouders hielden haar kort. Uiteindelijk wilde ze weg uit Zeeland, en haalde ze haar toelatingsexamen op het conservatorium te Tilburg. Toen ze haar vader dat meldde, werd ze door hem het huis uitgejaagd, en begon haar nieuwe leven.